# Куч
Куч је црногорско, српско презиме, као и бошњачко презиме. Особе са презименом Куч воде порекло из племена Кучи. Презиме је изворно формирано тако што су исељеници из Куча, умјесто имена свог братства или рода узимали име племена.

## Име Кучи
До данас није дато коначно објашњење откуда име Кучи за старо племе, јер ријеч Куч, која означава презиме, географски појам, брдо, позната од много раније. Како историја и култура Куча и неких албанских племена има мноштво додирних тачака, због тога многи име племена изводе од арбанашке ријечи кuq (црвен). Ипак ова верзија није утемељена јер се касније увидело да се на албанском реч црвен изговара кућ а не куч, тако да се реч и топоним савршено разликују, па се дакле ради о куч и Кучи, а не кућ (алб. кuq). Овоме ваља додати да су у међувремену, у тридесетим годинама овог вијека, откривени и истражени топоними, па и презимена породица под називом Кучи у Прибалтику - забиљежени још у XII вијеку - у сједишту предака Западних Словена.
Куч као презиме се први пут јавља у Дечанској хрисовуљи из 1320. када је уписан Петар Куч. Вјероватно је,да овај братственик није најстарији са овим презименом. Он се помиње и 1332. у повељи цара Душана највјероватније као посједник у Горској Жупи (тадашњи назив за простор данашњих Куча). У попису Скадарске области из 1416, који је рађен за рачун Млетачке републике, на територији Куча пописано је четрнаест лица са презименом Куч.

## Крсна слава
Већини Куча православаца крсна слава је Свети Никола или Свети Димитрије.

## Распрострањеност
Презиме Куч данас је најприсутније у Црној Гори и Србији. Током 17. и 18. и 19. века најчешће су се исељавали у Васојевићима, Рожајама, Бихору и Коритима, Плавско-гусињској области, Подгорици, Метохији, Шумадији. Неки су прихватили ислам али су кроз презиме сачували успомену на мјесто из кога су се иселили.

## Познати
- Милан Куч, народни херој
- Марина Куч, црногорска пливачица